# Iragaodes formosicola
Iragaodes formosicola är en fjärilsart som beskrevs av Matsumura 1931. Iragaodes formosicola ingår i släktet Iragaodes och familjen trågspinnare. Inga underarter finns listade i Catalogue of Life.